# Himmelreichsgraben
Der Himmelreichsgraben ist ein rechter Nebenfluss der Fuhlenau in Schleswig-Holstein. Der Fluss hat eine Länge von ca. 2,9 km. Er entspringt nördlich von Heinkenborstel, verläuft durch das Gehege Himmelreich und mündet weiter östlich in die Fuhlenau.